# Saccharomyces pastorianus
Saccharomyces pastorianus är en jäst som industriellt används för tillverkning av lageröl, en typ av öl. Den är synonym med jästarten Saccharomyces carlsbergensis, som ursprungligen beskrevs 1883 av Emil Christian Hansen som då arbetade för det danska bryggeriet Carlsberg.